# Colina Troy
La Colina Troy (en inglés: Troy Hill) es el nombre que recibe una montaña que alcanza los 586 metros sobre el nivel del mar y que está ubicada en la isla de Saba un municipio especial de los Países Bajos en las Antillas Menores
Desde el 10 de octubre de 2010 Troy Hill es considerada la tercera montaña más alta de los Países Bajos después del Monte Scenery ( incluyendo Saba ) y The Quill ( en San Eustaquio ) esto debido al cambio del estatus de la isla en ese año. Los flancos de la montaña están cubiertas de selva secundaria .